# Юліус Невальд
Юліус Ріттер фон Невальд (нім. Julius Ritter von Newald;11 квітня 1824, Ной-Тітшайн, Моравія —17 серпня 1897, Відень) — австрійський юрист і мер Відня.

## Житєпис
Юліус фон Невальд був членом міської ради Відня з 1864 року, у 1868 році став другим заступником міського голови. З 1869 року був першим заступником міського голови У 1878 році був обраний мером Відня. Більше всього Невальд приділяв уваги будівельним нормам, Віденському регулюванню Дунаю, будівництву першого високого водопроводу у Відні та новому будівництву Віденської ратуші. Він залишив посаду мера Відня в 1882 році після пожежі в Рінгтеатрі, хоча було доведено, що він не був винен у катастрофі. З 1878 по 1883 рік він також був членом державного парламенту Нижньої Австрії.
У 1898 році на його честь був названий провулок у районі Альзергрунд Відня — Newaldgasse.